# Para Todo Mundo (álbum de Catedral)
Para Todo Mundo é o décimo álbum de estúdio da banda Catedral, lançado em 1999 pela gravadora Warner Music Brasil‎. Este é o primeiro trabalho da banda por um selo não evangélico. Em Para Todo Mundo, a banda resolveu experimentar os metais  nas músicas ''Tão Legal' e ''O Silêncio''. O álbum contou as participações especiais do saxofonista Zé Canuto e de Mito, tecladista da banda Novo Som.
A música "Eu Quero Sol Nesse Jardim" se tornou um sucesso em rádios jovens de todo o país.

## Faixas
1. Uma Canção de Amor para Você
2. Quando o Amor Acontece
3. O Sonho Não Acabou
4. Tão Legal
5. Eu Quero Sol nesse Jardim
6. Para todo Mundo
7. Todos os Dias
8. Tudo Vem de Você
9. Me Diz
10. Em Nome do Amor
11. Poderes Desprezíveis
12. O Silêncio

## Ficha Técnica
- Kim: Vocais
- Júlio Cesar: Baixo
- José Cezar Motta: Guitarra, violão base e solo
- Eliaquim Guilherme Morgado: Bateria
- Mito Pascoal: Teclados
- Zé Canuto: Saxofone